# Parti démocrate des îles des Amis
Pour les articles homonymes, voir Parti démocrate.
Le Parti démocrate des îles des Amis (en anglais Democratic Party of the Friendly Islands DPFI; en tongien Paati Temokalati 'a e 'Otu Motu 'Anga'ofa) est un parti politique des Tonga. Son dirigeant est Semisi Sika.
Le Parti démocrate est le seul parti important dans le pays, et est issu du mouvement pour la démocratie, impulsé notamment par Pohiva dans les années 1980. Le mouvement, déjà dirigé par Pohiva, fonde en 1994 le premier parti politique de l'histoire du royaume, le Parti populaire, et participe aux élections avec un succès croissant. À cette date, les citoyens n'élisent qu'une minorité des membres de l'Assemblée législative, dominée par la noblesse tongienne héréditaire et par les membres nommés par le roi. Le mouvement prend le nom de Mouvement pour les droits de l’homme et la démocratie en 1998,. En 2008, le nouveau roi, George Tupou V, impulse une transition démocratique : le parlement serait désormais majoritairement élu, et choisirait le Premier ministre, auquel le roi cède l'essentiel du pouvoir exécutif. Pour les élections anticipées de novembre 2010, concrétisation des réformes démocratiques, le Mouvement prend le nom de « Parti démocrate des îles des Amis » — les « îles des Amis » étant le nom que James Cook avait donné à l'archipel des Tonga au XVIIIe siècle.
Aux élections de 2010, le Parti démocrate remporte douze des six-sept sièges désormais alloués aux élus du peuple. Il est le seul parti politique à obtenir des députés ; les cinq autres sièges reviennent à des candidats sans étiquette, tandis que les nobles (également sans étiquette) disposent toujours de neuf sièges. Fort de cette majorité relative, le parti espère former le premier gouvernement de cette nouvelle ère démocratique, mais les nobles s'associent aux députés indépendants pour former une majorité alternative. Les Démocrates se retrouvent sur les bancs de l'opposition,.
Pour les élections de novembre 2014, les Démocrates sont le seul parti en mesure d'aligner des candidats dans toutes les circonscriptions, et de mener une réelle campagne structurée. À nouveau, ils sont le seul parti à remporter des sièges : neuf sur dix-sept. Cette fois, néanmoins, Pohiva parvient à rassembler au-delà de son camp dans la nouvelle Assemblée. Il obtient le soutien de la plupart des députés sans étiquette, et l'Assemblée l'élit au poste de Premier ministre le 29 décembre. Pour la première fois, le Parti démocrate, appuyé par ses alliés sans étiquette, forme le gouvernement. (Voir : Gouvernement Pohiva.)
Le roi Tupou VI dissout l'Assemblée en août 2017 sur conseil du président de l'assemblée, Lord Tuʻivakano. Ce dernier accuse en effet le gouvernement Pohiva d'outrepasser ses fonctions en tentant de restreindre les prérogatives du monarque. Lors des élections anticipées en novembre 2017, le Parti démocrate remporte la majorité absolue des sièges à l'Assemblée, pour la première fois de son histoire : quatorze sur vingt-six (et quatorze sur les dix-sept sièges alloués aux élus du peuple). ʻAkilisi Pohiva, quant à lui, remporte une nette victoire dans sa circonscription de Tongatapu 1,.
Le décès du Premier ministre Pohiva en 2019 provoque la chute du parti et la scission de plusieurs parlementaires partis former le Parti populaire